# Еншьопинг (община)
Община Еншьопинг (на шведски: Enköpings kommun) е разположена в лен Упсала, източна централна Швеция с обща площ 1330 km2 и население 40 656 души (към 31 декември 2013). Административен център на община Еншьопинг е едноименния град Еншьопинг.